# Machida Hisanari
Machida Hisanari est un nom japonais traditionnel ; le nom de famille (ou le nom d'école), Machida, précède donc le prénom (ou le nom d'artiste).
Machida Hisanari (町田久成, 27 janvier 1838-15 septembre 1897), aussi connu sous le nom d'Ueno Ryōtarō, est un samouraï et homme d'État de l'ère Meiji (1868-1912), le fondateur du musée de Tokyo.

## Biographie

### Jeunesse
Machida Hisanari est né en 1838 à Shinshōin, une ancienne cité de l'ancienne province de Satsuma (préfecture de Kagoshima depuis 1883) devenue un quartier de Kagoshima à la fin du XIXe siècle. Il est le fils aîné de Machida Hisanaga, chef d'une famille de samouraïs au service de Shimazu Narioki, le seigneur féodal du domaine de Satsuma. À l'âge de 18 ans, il quitte sa région natale et s'installe à Edo, la capitale du pays, pour poursuivre ses études. Il passe plus de trois ans au sein de l'académie shogunale (Shōheizaka gakumonjo) qui forme des fonctionnaires au service du Bakufu, puis retourne à Satsuma.

### Voyage en Europe
En 1863, il est promu ōmetsuke et participe comme officier militaire à la guerre anglo-satsuma — il a alors sous ses ordres le futur amiral Tōgō Heihachirō —, et, l'année suivante, à la tête d'une troupe de 600 hommes, il défend le palais impérial contre un groupe d'insurgés.
En 1865, en tant que membre d'une délégation officielle japonaise, il effectue un séjour d'études de deux années en Europe ; à Londres, il découvre le British Museum et, à Paris, il visite le musée du Louvre, le Muséum national d'histoire naturelle, et participe à la septième Exposition universelle,,. Tout au long de son périple européen, il se familiarise avec le concept de patrimoine culturel et mesure l'impact sur le public des programmes éducatifs et culturels muséaux.

### De retour au Japon
De retour au Japon au début de la guerre de Boshin (janvier 1868-mai 1869), il est appelé à Kyoto avec pour mission de contrecarrer les plans de l'alliance Satchō, une coalition militaire décidée à renverser le shogunat Tokugawa. 
En 1870, il entre au service du gouvernement de Meiji, issu de la révolution du même nom et devient secrétaire d'État dans un ministère de l'Éducation embryonnaire. À ce poste, dans les hautes sphères du pouvoir, il s'emploie à faire cesser la dévastation du patrimoine historique national provoquée par la promulgation d'une série d'ordonnances sur la ségrégation entre le shintō et le bouddhisme à l'origine du retour en force, dans tout le pays, du mouvement Haibutsu kishaku, un courant de pensée qui prône l'expulsion du bouddhisme du pays.
En 1874, il accepte le poste de directeur général de la première Exposition universelle organisée aux États-Unis : l'Exposition universelle de Philadelphie.
En 1882, il devient le premier directeur du musée impérial de Tokyo ; il ne restera qu'une année à ce poste.

### Retraite et mort
En 1885, il intègre la Chambre des Anciens.
En 1889, il quitte ses fonctions dans l'appareil d'État et se retire dans un monastère bouddhique de la préfecture de Shiga, le Mii-dera.
Il meurt le 15 septembre 1897, à Tokyo.

## Postérité
La tombe de Machida Hasanari se trouve dans l'enceinte du Kan'ei-ji, un temple bouddhique du quartier d'Ueno à Tokyo, bodaiji de la dynastie Tokugawa pendant l'époque d'Edo (1603-1868).

## À voir aussi